# Holmu, Bârzula
Holmu de asemenea Golâma (în ucraineană Гольма, transliterat: Holma) este un sat în comuna Balta din raionul Bârzula, regiunea Odesa, Ucraina.

## Demografie
Componența lingvistică a comunei Holmu
     Ucraineană (95,41%)
     Rusă (2,14%)
     Română (2,14%)
     Alte limbi (0,12%)
Conform recensământului din 2001, majoritatea populației comunei Holmu era vorbitoare de ucraineană (95,41%), existând în minoritate și vorbitori de rusă (2,14%) și română (2,14%).